# Benedict Wong
Benedict Wong (Eccles, Inglaterra, 3 de junio de 1971) es un actor británico de ascendencia china, conocido por interpretar a Kublai Khan en la serie Marco Polo (2014) de Netflix, a Bruce Ng en The Martian (2015) y a Wong en el Universo cinematográfico de Marvel. Wong no solo ha tenido una ilustre carrera en el cine y la televisión, sino también en teatro.

## Biografía
Wong nació en Eccles, ciudad de Gran Mánchester al noroeste de Inglaterra. Sus padres emigraron de Hong Kong a Reino Unido a través de Irlanda. Se crio en Salford.
Cursó dos años de artes escénicas en el Salford City College, y estando allí trabajó como acomodador en el ya desaparecido Green Room Theatre de Mánchester.

## Filmografía

### Televisión
| Año     | Título                           | Papel              | Notas                                 |
| ------- | -------------------------------- | ------------------ | ------------------------------------- |
| 1992    | Screenplay                       | Le Van Dong        | Episodio: "Small Metal Jacket"        |
| 1993    | Last of the Summer Wine          | Hombre chino       | Episodio: "Aladdin Gets on Your Wick" |
| 1994    | The Chief                        | Peng               | Episodio #4.2                         |
| 1994    | Frank Stubbs Promotes            | Lee                | Episodio: "Chinatown"                 |
| 1995    | Cardiac Arrest                   | Radiógrafo         | Episodio: "Shallow End"               |
| 1995    | Night Watch                      | Guardia            | TV film                               |
| 1996    | Pie in the Sky                   | Michael Cheung     | Episodio: "Chinese Whispers"          |
| 1996    | Cracker                          | Peter Yang         | Episodio: "White Ghost"               |
| 1997    | Supply & Demand                  | Frankie Li         |                                       |
| 1997    | Breakout                         | Jerry              |                                       |
| 2000    | Arabian Nights                   | Hassan             | Miniserie                             |
| 2002    | The Bill                         | DS David Chiu      | Episodios: 052, 053, 054, 056, 057    |
| 2002    | 15 Storeys High                  | Errol              |                                       |
| 2002    | TLC                              | Terry              |                                       |
| 2002    | Look Around You                  | Jugador de ajedrez | Episodio: "The Brain"                 |
| 2003    | State of Play                    | Pete Cheng         | Episodio: No.1.1                      |
| 2005    | Look Around You                  | Dr Franklin Fu     | Episodio: "Health"                    |
| 2006    | Eleventh Hour                    | Danny              | Episodio: "Containment"               |
| 2007    | Frankenstein                     | Ed Gore            | Película de TV                        |
| 2008    | The Peter Serafinowicz Show      | varios personajes  |                                       |
| 2009    | Spirit Warriors                  | Li                 |                                       |
| 2010    | The IT Crowd                     | Prime              | Episodio: "The Final Countdown"       |
| 2010    | Spooks                           | Kai                | Episodio: 4                           |
| 2010-11 | Law & Order: UK                  | Eli Smart          | Episodios: "ID" & "Fault Lines"       |
| 2011    | Covert Affairs                   | Shen Yue           | Episodio: "World Leader Pretend"      |
| 2011-13 | Top Boy                          | Vincent            | Recurrente; Temporadas 1-2            |
| 2013    | The Wrong Mans                   | Lau                |                                       |
| 2013    | Words of Everest                 | Tenzing Norgay     |                                       |
| 2013    | Run                              | Gao                |                                       |
| 2014    | Prey                             | DS Ashley Chan     |                                       |
| 2014    | Marco Polo                       | Kublai Khan        |                                       |
| 2016    | Black Mirror                     | Shaun Li           | Episodio: "Odio Nacional"             |
| 2017    | Philip K. Dick's Electric Dreams | Ed Andrews         | Ep: "Impossible Planet"               |
| 2019    | Deadly Class                     | Maestro Lin        |                                       |
| 2019    | Lady and the Tramp               | Bull               | Voz                                   |
| 2021    | What If...?                      | Wong               | Voz                                   |
| 2022    | She-Hulk: Attorney at Law        | Wong               |                                       |
| 2023    | La elefanta del mago             | El Mago            |                                       |
| 2024    | El problema de los tres cuerpos  | Da Shi             |                                       |

### Cine
| Año  | Título                                       | Papel          | Notas        |
| ---- | -------------------------------------------- | -------------- | ------------ |
| 2000 | Kiss Kiss (Bang Bang)                        | Pat Proudence  |              |
| 2001 | Wit                                          | Fellow 2       |              |
| 2001 | Spy Game                                     | Tran           |              |
| 2001 | Double Happiness                             | Dan            | Cortometraje |
| 2002 | Dirty Pretty Things                          | Guo Yi         |              |
| 2003 | Code 46                                      | Medic          |              |
| 2005 | On a Clear Day                               | Chan           |              |
| 2005 | A Cock and Bull Story                        | Ed             |              |
| 2007 | Sunshine                                     | Trey           |              |
| 2007 | Grow Your Own                                | Kung Sang      |              |
| 2008 | Largo Winch                                  | William Kwan   |              |
| 2009 | Moon                                         | Thompson       |              |
| 2009 | My Dad the Communist                         | Dad            |              |
| 2010 | Shanghai 2010                                | Juso Kita      |              |
| 2011 | The Lady                                     | Karma Phuntsho |              |
| 2011 | Johnny English Reborn                        | Chi Han Ly     |              |
| 2012 | Prometheus                                   | Ravel          |              |
| 2012 | Painkiller                                   | Jay            | Cortometraje |
| 2013 | Hummingbird                                  | Mr Choy        |              |
| 2013 | Kick-Ass 2                                   | Mr. Kim        |              |
| 2015 | The Martian                                  | Bruce Ng       |              |
| 2016 | Doctor Strange                               | Wong           |              |
| 2018 | Avengers: Infinity War                       | Wong           |              |
| 2019 | Avengers: Endgame                            | Wong           |              |
| 2019 | Gemini Man                                   | Baron          |              |
| 2021 | Shang-Chi y la leyenda de los Diez Anillos   | Wong           |              |
| 2021 | Spider-Man: No Way Home                      | Wong           |              |
| 2022 | Doctor Strange en el multiverso de la locura | Wong           |              |

### Teatro
| Año  | Título                         | Papel                | Teatro                      |
| ---- | ------------------------------ | -------------------- | --------------------------- |
| 1995 | The Letter                     | Ong Chi Seng         | Lyric Theatre (Hammersmith) |
| 1998 | El mercader de Venecia         | Solanio              | Shakespeare's Globe         |
| 1998 | The Honest Whore               | Castruchio           | Shakespeare's Globe         |
| 1999 | Julio César                    | Calphurnia/Lucillius | Shakespeare's Globe         |
| 1999 | Antonio y Cleopatra            | Menas/Scarus         | Shakespeare's Globe         |
| 2003 | In Arabia We'd All Be Kings    | Vic/Cop              | Hampstead Theatre           |
| 2009 | The Pillowman                  | Ariel                | Curve (theatre)             |
| 2010 | Hungry Ghosts                  | Zhi-Hui              | Orange Tree Theatre         |
| 2012 | Hamlet                         | Laertes              | Young Vic                   |
| 2013 | #aiww: The Arrest of Ai Weiwei | Ai Weiwei            | Hampstead Theatre           |
| 2013 | Chimerica                      | Zhang Lin            | Almeida Theatre             |